# Marat Sarulu
Marat Sarulu (Talas, Kirguistán, 26 de septiembre de 1957- 9 de marzo de 2023) fue un director de cine kirguiso.

## Filmografía

### Director
- Songs from the Southern Seas (2008)
- Burnaja reka, bezmiateznoje more (2004)
- Altyn Kyrghol (2001)
- Ergii (2001)

### Escritor
- Songs from the Southern Seas (2008)
- Burnaja reka, bezmiateznoje more (2004)
- Altyn Kyrghol (2001)
- Beshkempir (1998)

## Premios
Ha recibido un premio y una nominación.

### Festival Internacional de Cine de Berlín
| Año  | Resultado | Premio               | Categoría/Destinatario(s) |
| ---- | --------- | -------------------- | ------------------------- |
| 2002 | Nominado  | Oso de Oro de Berlín | Por: Ergii (2001)         |

### Festival Tres Continentes de Nantes
| Año  | Resultado | Premio              | Categoría/Destinatario(s) |
| ---- | --------- | ------------------- | ------------------------- |
| 2002 | Ganador   | Montgolfiere de Oro | Por: Altyn Kyrghol (2001) |